# Forgall Monach
Forgall Monach o Manach (l'Abile, l'Astuto) è un personaggio del Ciclo dell'Ulster nella mitologia irlandese. Vive a Luglochta Loga (Giardini di Lúg), presso Lusk, nell'odierno County Dublin. 
Quando il giovane ulaid Cú Chulainn si innamora della sua figlia più giovane, Emer, Forgall si oppone alla loro unione, apparentemente per dare prima un marito alla figlia maggiore, Fial. Si traveste allora e si reca nell'Ulster, la patria di Cú Chulainn, sotto le spoglie del "re delle Gallie", suggerendo al giovane di completare il suo addestramento bellico in Alba, cioè in Scozia, sotto la guida della famosa donna-guerriero Scáthach. La speranza è che la prova si riveli fatale. Mentre il fastidioso pretendente è lontano Forgall offre la mano di Emer a Lugaid mac Nóis, un re del Munster, ma questi rifiuta quando scopre l'amore che la ragazza prova per Cú Chulainn. Quando quest'ultimo torna da Alba perfettamente addestrato, si vede di nuovo opposto un rifiuto e decide di conquistare Emer con la forza. Cú Chulainn assalta la fortezza di Forgall, ne uccide ventiquattro uomini, rapisce la figlia di Forgall e ne ruba il tesoro. Lo stesso Forgall muore cadendo dai bastioni della fortezza.  